# Équipe de Tunisie de football en 1975
L'équipe de Tunisie de football est marquée en 1975 par la destitution de l'entraîneur national André Nagy et son remplacement par Abdelmajid Chetali le 12 février. Celui-ci améliore l'ambiance au sein de l'équipe nationale et réussit à convaincre Hammadi Agrebi de répondre à l'appel de la sélection.
Les débuts de Chetali sont marqués par une double qualification contre l'équipe d'Algérie aux éliminatoires de la coupe d'Afrique des nations et des Jeux olympiques de 1976, ainsi que par une médaille de bronze aux Jeux méditerranéens de 1975. L'équipe est néanmoins éliminée au deuxième tour des deux premières compétitions et lors de la coupe de Palestine organisée à Tunis. L'entraîneur bénéficie toutefois d'un préjugé favorable et d'un soutien sans faille de la part de l'autorité de tutelle, d'autant plus que l'Étoile sportive du Sahel qu'il continue d'entraîner remporte la coupe de Tunisie et la coupe du Maghreb des vainqueurs de coupe.

## Matchs

### Rencontres internationales
| Date             | Stade                                | Adversaire              | Score                                       | Comp                         | Buteurs tunisiens                  |
| 1er janvier 1975 | Bagdad, Irak                         | Irak                    | 0-0                                         | A                            |                                    |
| 2 mars 1975      | Casablanca, Maroc                    | Maroc                   | 0-0                                         | Coupe du Maghreb des nations |                                    |
| 23 mars 1975     | Stade olympique d'El Menzah, Tunisie | Algérie                 | 1-1                                         | QCAN                         | Habita 86e                         |
| 6 avril 1975     | Oran, Algérie                        | Algérie                 | 2-1                                         | A                            | Khouini 44e 89e                    |
| 1er mai 1975     | Alger, Algérie                       | Algérie                 | 1-1                                         | QJO                          | Habita 38e                         |
| 1er juin 1975    | Stade olympique d'El Menzah, Tunisie | Algérie                 | 2-1                                         | QJO                          | Agrebi 56e, N. Limam 74e           |
| 6 juillet 1975   | Stade olympique d'El Menzah, Tunisie | Soudan                  | 3-2                                         | QCAN                         | Ben Aziza 2e, Lahzami 5e 27e       |
| 15 août 1975     | Khartoum, Soudan                     | Soudan                  | 1-2                                         | QCAN                         | Ben Aziza 60e                      |
| 24 août 1975     | Alger, Algérie                       | Yougoslavie (olympique) | 3-2                                         | JMED                         | Agrebi 15e 18e, Ghommidh 83e       |
| 28 août 1975     | Alger, Algérie                       | Turquie                 | 0-0                                         | JMED                         |                                    |
| 31 août 1975     | Alger, Algérie                       | Maroc                   | 0-0                                         | JMED                         |                                    |
| 4 septembre 1975 | Alger, Algérie                       | Algérie                 | 1-2 (après prolongations)                   | JMED (demi-finale)           | Kamoun 70e                         |
| 7 septembre 1975 | Alger, Algérie                       | Maroc                   | 1-1 (Tunisie vainqueur aux tirs au but 4-3) | JMED (petite finale)         | Agrebi 79e                         |
| 30 novembre 1975 | Stade olympique d'El Menzah, Tunisie | Maroc                   | 0-1                                         | QJO                          |                                    |
| 15 décembre 1975 | Casablanca, Maroc                    | Maroc                   | 0-1                                         | QJO                          |                                    |
| 18 décembre 1975 | Stade olympique d'El Menzah, Tunisie | Émirats arabes unis     | 3-0                                         | C Palestine                  | Baccaou 16e, Ben Aziza 28e, Moussa |
| 23 décembre 1975 | Stade olympique d'El Menzah, Tunisie | Irak                    | 1-1                                         | C Palestine                  | Ouada 80e                          |

### Matchs de préparation
| Date            | Stade                                | Adversaire                           | Score | Comp | Buteurs tunisiens            |
| 22 janvier 1975 | Sofia, Bulgarie                      | Équipe nationale juniors ( Bulgarie) | 1-1   | A    | Boughnia                     |
| 29 janvier 1975 | Belgrade, Yougoslavie                | OFK Belgrade ( Yougoslavie)          | 3-1   | A    | Baccaou, Boughnia, Lahzami   |
| 5 février 1975  | Belgrade, Yougoslavie                | OFK Belgrade ( Yougoslavie)          | 0-0   | A    |                              |
| 12 février 1975 | Stade olympique d'El Menzah, Tunisie | PFK Levski Sofia ( Bulgarie)         | 1-1   | A    | Chakroun                     |
| 6 décembre 1975 | Sousse, Tunisie                      | Esbjerg fB ( Danemark)               | 3-1   | A    | Ben Aziza (2 buts), Ghommidh |

## Sources
- Mohamed Kilani, « Équipe de Tunisie : les rencontres internationales », Guide-Foot 2010-2011, éd. Imprimerie des Champs-Élysées, Tunis, 2010
- Béchir et Abdessattar Latrech, 40 ans de foot en Tunisie, vol. 1, chapitres VII-IX, éd. Société graphique d'édition et de presse, Tunis, 1995, p. 99-176